# Jean-Luc Molinéris
Jean-Luc Bernard Molinéris (Grenoble, 25 agosto 1950) è un ex ciclista su strada francese.
Professionista dal 1971 al 1977, vinse una tappa al Tour de France 1974.

## Carriera
Figlio del ciclista Pierre Molinéris, passò professionista nel 1971 nella Sonolor-Lejeune di Édouard Delberghe e Jean Stablinski, imponendosi nell'Étoile de Bessèges e partecipando ai mondiali. L'anno successivo bissò il successo all'Étoile de Bessèges. Nel 1973 passò alla Flandria-Carpenter-Shimano, dove il padre era direttore sportivo, e partecipò al Giro d'Italia. Nel 1974, con la maglia della Bic vince una tappa al Tour de l'Oise e la tappa di Harelbeke al Tour de France. Nel 1975 passò alla Peugeot; il secondo anno in questa formazione lo vide trionfare al Grand Prix de Peymeinade e alla Parigi-Bourges. Nel 1977, con la maglia della Fiat France, partecipò al Tour de France, prima di ritirarsi.

## Palmarès
- 1971 (Sonolor-Lejeune, una vittoria)

Étoile de Bessèges
- 1972 (Sonolor-Lejeune, una vittoria)

Étoile de Bessèges
- 1974 (Bic, due vittorie)

2ª tappa Tour de l'Oise (Compiègne > Beauvais)
6ª tappa, 1ª semitappa Tour de France (Dieppe > Harelbeke)
- 1976 (Peugeot-Esso-Michelin, due vittorie)

Grand Prix de Peymeinade
Parigi-Bourges

### Altri successi
- 1974

Criterium di Ambert
Criterium di Concarneau

## Piazzamenti

### Grandi Giri
- Giro d'Italia

1973: 60º
- Tour de France

1974: non partito (20ª tappa)
1976: squalificato (15ª tappa)
1977: fuori tempo massimo (17ª tappa)

### Competizioni mondiali
- Campionati del mondo su strada

Mendrisio 1971 - In linea: 23º
Montréal 1974 - In linea: ritirato